# Julius Hjulian
Julius Hjulian (1903. március 15. – 1974. február 1.) svédországi születésű, amerikai válogatott labdarúgó.

## Pályafutása
1921-ben az IFK Eskilstuna labdarúgója volt. 1922-ben testvérével emigrált az Egyesült Államokba és Chicagóban telepedett le. 1925–26-ban a skót Celtic játékosa volt, de bajnoki mérkőzésen nem lépett pályára. Az 1930-as években a Chicago Sparta, majd a Chicago Wonderbolts csapatában szerepelt.
1934-ben két alkalommal szerepelt az amerikai válogatottban és részt vett az 1934-es olaszországi világbajnokságon.